# 2018年北海道地震
2018年北海道地震，日本气象厅命名为平成30年北海道胆振东部地震（日语：／ hokkaidō iburi tōbu jishin ?），是2018年9月6日发生于日本北海道胆振综合振兴局勇拂郡厚真町附近的一场地震，震中位于北纬42.7度，东经142.0度，震中距札幌市约70千米，距东京都约790千米。本次地震震级为Mj 6.7级，震源深度约40千米。
日本气象厅指出，本次地震是一场逆冲型地震。在此次地震中，北海道全境、东北地方大部有明显震感。日本气象厅在胆振地方中东部观测到最大震度7，这是北海道有观测记录以来首次出现震度7的地震。本次地震造成震区至少41人死亡， 692人受伤。

## 地质背景
日本列岛地处欧亚大陆板块、北美洲板块、太平洋板块和菲律宾板块四个板块的交界处，是环太平洋火山地震带的重要一环。太平洋板块、北美洲板块和欧亚大陆板块、菲律宾板块在这一区域挤压碰撞，使得日本列岛逐渐从海底突起，遂促使日本附近地区火山地震等自然灾害频繁发生。
本次地震震中所在的北海道道央地区属地震多发区域。据日本文部科学省地震调查研究推进本部的调查，北海道中部地区有数条活跃地震带，包括分布在富良野盆地附近的富良野断层带，北海道中西部日本海沿岸的增毛山地东缘断层带、沼田−砂川附近断层带、当別断层，以及位于石狩平原附近的石狩低地东缘断层带。研究表明，胆振附近地区曾在1910年、1974年、1981年、1982年、2000年发生过灾害性地震。其中，1982年浦河近海7.1级地震是该区域有史以来震级最大的地震，该次地震对苫小牧市和札幌市造成了人员伤亡和房屋损毁。
日本政府地震调查委员会于2018年6月发布的《全国地震动预测地图2018年版》指出，北海道胆振地区未来30年发生震度5强以上地震的概率最高达到26%以上，发生震度6强以上地震的概率则低于6%。地震调查委员会的研究指，北海道中南部地区具有显著的场址效应，对地震波具有放大作用。
此外，由于地震前当地6至8月的降水量高于常年平均值，且地震前一日北海道地区受到台风影响，土壤含水量因而较大，有研究者认为气象条件影响可能加剧了地震滑坡的影响。同时，因为厚真町附近地区地质结构不稳定、地层透水性高，岩石受化学风化影响而黏土化，亦加剧了塌方的影响程度。

## 震害情况
这场地震发生在日本标准时间2018年9月6日3时7分59.3秒，震源地属于人群稀疏的郊野地区，地震发震时为当地凌晨时分，日本紧急地震速报系统在发震后6.3秒即检知到了该次地震的地震波，旋即因强度达到阈值而触发了地震动警报。日本气象厅于3时08分12.6秒向北海道道南、北海道道央发布了紧急地震速报（警报），并在3时08分20秒向北海道道北、北海道道东、青森县追加了紧急地震速报，以警告当地民众慎防强烈震动。
整个日本北海道和东北地方在地震中皆有显著震感。札幌市的一位游客在下榻的酒店感受到了约20秒的剧烈摇晃。一位住在富良野的居民则称剧烈震动持续了约两分钟。厚真町一名87岁的居民表示，“地震毁了我整个家，我从来没有经历过这样的地震。”厚真町的另一位幸存者则指，“山就这么直直地滑落下来，当时完全不知发生了什么。等天色亮了之后，起来一看惊呆了，完全不敢相信眼前发生的一切。”日本国家队前锋浅野拓磨称，“这是我人生中经历过的最大的一次地震。”北海道大学中国留学生岳培荣在接受传媒访问时指，“感觉一直晃了有20多秒吧，摇到后面的时候房子里的东西就已经开始掉到地上了。在日本待了三年多的时间，也遇到过很多次地震，这次是第一次遇到的这么可怕的地震。”札幌市出租车司机花木均表示，“外面突然摇晃起来，我听到了‘嘎嘎’的声音，眼看着道路一下子沉下去了，平时平坦的公园也变成了像滑雪场一样的斜坡” 。
日本气象厅其后证实这次地震不会引发海啸，并表示其后一周还有可能发生最大震度7的地震，呼吁民众注意安全。气象厅同时呼吁民众注意人身安全，避免前往泥石流灾害危险性高的地区，警惕房屋倒塌及山体滑坡的风险。北海道行政部门共计向2个自治体的123名居民发布了避难指示（紧急），并向2个自治体的77名居民发布了避难劝告。
地震共造成北海道地区共计41人死亡。厚真町有36名居民身亡，苫小牧市则有2人罹难，而札幌市、鵡川町、新日高町各有1名男性遇难。地震还导致至少692人受伤，其中重伤13人、轻伤679人。

### 建筑设施
总务省消防廳表示，截至20日9时，北海道地区各振兴局有至少2508栋建筑受损，其中札幌市51栋、厚真町44栋、安平町12栋、北广岛市17栋、鹉川町6栋民房全部毁坏，全道另有半损坏民房266栋、部分损坏民房1846栋，非居住用途建筑则有270栋受损。
地震造成震中附近的大范围地区出现地质灾害。震中附近的厚真町地区的民营林场出现了绵延2千米的泥石流，山坡上黄土裸露，多幢住宅倒塌、数座建筑遭埋，泥沙流入了邻近的道路和水田，多辆汽车车体遭掩埋。
札幌市清田区震后出现土壤液化现象，部分地面沉降，导致该区至少10栋房屋建筑毁损，地板大幅度倾斜，房门玄关出现裂缝。札幌市北区辖区内长约100米的路段受到土壤液化毁损，现已封闭。苫小牧港的集装箱码头和西港区出现土壤液化情况，西港区海堤岸壁下沉10厘米。
北海道道内共349家医院供电中断、20家医院供水中断，另有2家医院的医疗气体管道系统受损，但尚无医疗机构建筑毁损的报告。北海道的药厂和医用氧气制造厂全部停运，制氧成套设备无法启动，道内医院仅能通过消耗库存医用氧气或转用工业用氧气来维持供氧需求。札幌市内医院内一名新生儿使用的吸氧机在地震后停止工作，女童一度病情严重。
社会保障设施方面，北海道内共计60处养老机构建筑受损，墙壁上有多处裂缝，并出现漏水情况。北海道共42处残疾人康复支援设施受到影响，厚真町、日高町、平取町各有1处残疾人康复支援机构外墙剥落，其中厚真町残疾人支援机构内的残疾人已得到转移安置。北海道札幌市的1处母子生活支援设施出现内壁裂缝、玻璃碎裂的情况。
教育文体机构方面，札幌市教育委员会6日宣布，札幌全市的9所幼儿园、201所小学、97所中学、7所高中、1所中专学校和5所特殊学校停课。日本文部科学省其后表示，北海道1800所各级各类学校已临时停课，全道共有30所公立学校、2所国立大学的校舍受到不同程度毁损。安平町早来中学玻璃破裂、座椅倾倒、水箱破裂、校舍进水，已无法继续上课。据日本文部科学省的统计，北海道各国立学校设施受损4处、公立学校设施受损292处、私立学校设施受损292处、社会教育机构则有28处受损。另据日本厚生劳动省的统计，有19家托儿所、1处儿童福利设施和4家课余儿童俱乐部轻微受损。此外，北海道内文化与体育设施共有63处受到损毁，另有7件文化遗产受到地震毁坏。
垃圾处理方面，废弃物处理区域联盟在北斗市的一家垃圾焚烧厂由于排气处理设备的故障停止运转。JESCO北海道PCB废弃物处理厂的垃圾处理设备在地震发生时自动停机，并在其后因停电而暂时关闭。

### 交通运输

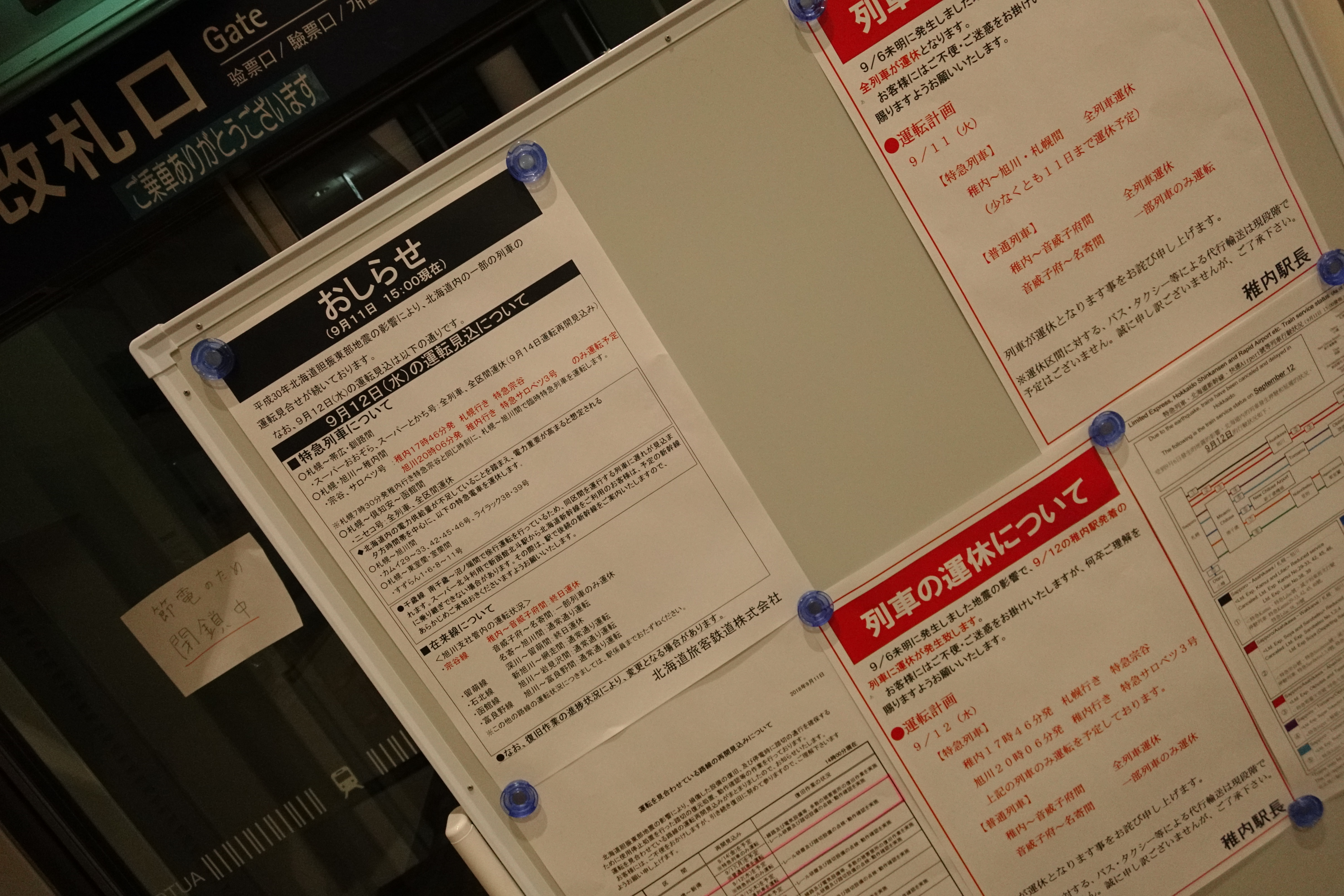
9月11日，北海道旅客铁道稚内站内关于列车全线停运的公告。

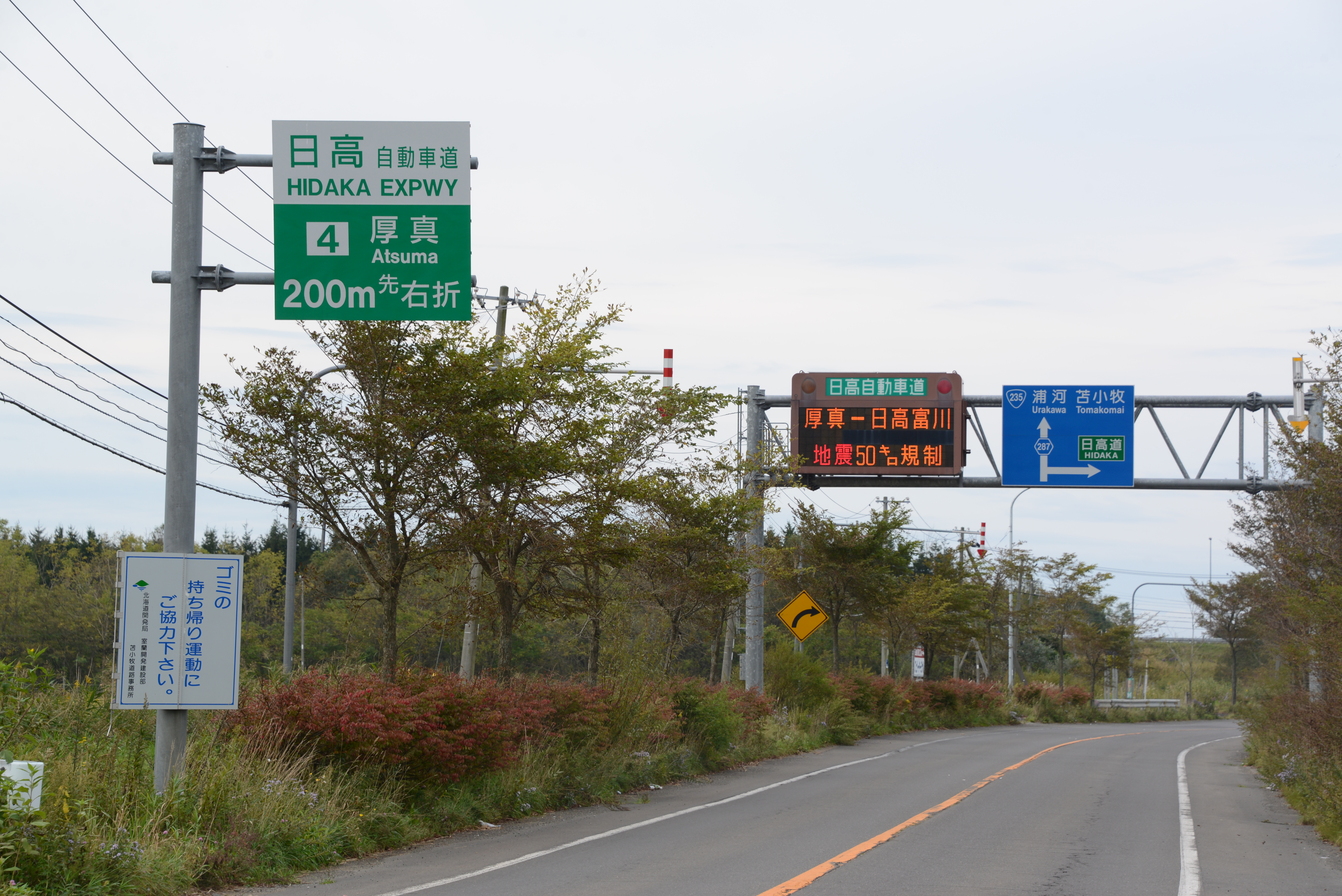
日高自动车道厚真立交桥因道路受损而限速50km/h行驶。

北海道多条交通线路受到地震损毁，区域交通运输受到影响。航空方面， 9月7日北海道全境共167班航班取消，9月8日共31班航班取消。全日空航空公司、日本航空两日分别有81个、42个航班取消。新千岁机场临时关闭，4万名乘客的出行计划受到影响，尽管机场滑行道和引导路未受到损害，但机场航站楼墙壁多处受损，供水管网出现破裂，机场内部满地杂物、一片狼藉。国土交通省东京航空局新千岁机场事务所表示，在确认安全情况前，将封闭机场航站楼，关闭机场国内和国际航线，并准备取消各航司未来数日内预定的全部222架次航班飞行计划。同时，函馆机场往来新千岁机场、成田国际机场、中部国际机场间的6班航班停航。而带广机场、札幌丘珠机场、旭川机场的电力供应震后全部中断，机场方面通过发电机发电方式自行保障机场航站和塔台等设施的电力供应。女满别机场则因电力不足宣布关闭。
公路交通方面，道东自动车道千岁惠庭至十胜清水区间、道央自动车道登别东至江别东区间、札樽自动车道札幌西至札幌区间、日高自动车道苫小牧东至沼之端西区间、苫东中央至日高厚贺区间临时关闭。北海道道道共18处受损，其中泥石流阻断道路10处、路面损伤1处、桥梁损坏6处、树木倒伏1处。札幌市道共3处受损，其中水管爆裂1处、路面隆起2处。收费公路藻岩山观光自动车道全线关闭。此外，北海道中央巴士、函馆巴士、道南巴士、JR北海道巴士、北见巴士、网走巴士、道北巴士、旭川电气轨道等15家高速公路巴士公司和15家市内巴士公司旗下的全部线路停运，以确认线路所经道路的安全状况。
轨道交通方面，北海道地区的铁路运输大面积停运，道厅札幌市内的地铁线路亦陷入瘫痪。札幌市交通局表示，札幌市营地铁的全部线路临时关闭，市营地铁南北线多处受损。北海道旅客铁道管内的北海道新干线 、千歲線、富良野線、函館本線、日高本線、海峽線、室蘭本線、根室本線、留萌本線、札沼線、石北本線、石勝線、釧網本線、 宗谷本線的铁道供电全部中断，所有列车均无法投入运营，全线停运。北海道新干线已通的新青森至新函馆北斗区间电力供应中断，上下行方向至少8条股道停运，札幌站受地震影响暂停客货运服务。千岁线南千岁至沼之端区间轨道错位，室兰本线、石胜线多处树木倒伏。日本货物铁道的货运业务亦同时暂停。受大面积停电影响，道南漁火鐵道線、函馆市有轨电车全线停运。
海运轮渡方面，苫小牧港和钏路港因电力供应中断，船舶进港速度降低。但Heart Land Ferry、津轻海峡渡轮、川崎近海汽船等3家船运公司仍以发电机供电形式维持正常运营，往返津轻海峡两岸的轮渡班次正常服务。日本国土交通省呼吁，在从本州向北海道方向运送物资时应考虑采取船运方式。
此外，由于交通状况混乱，日本邮政在北海道的邮政收寄和配送业务受到严重影响，邮件送达时间因而延长。日本邮政、大和运输和佐川急便宣布暂停北海道地区的邮包揽收业务，日本邮政下属的至少516个邮局停止窗口服务。

### 能源通信

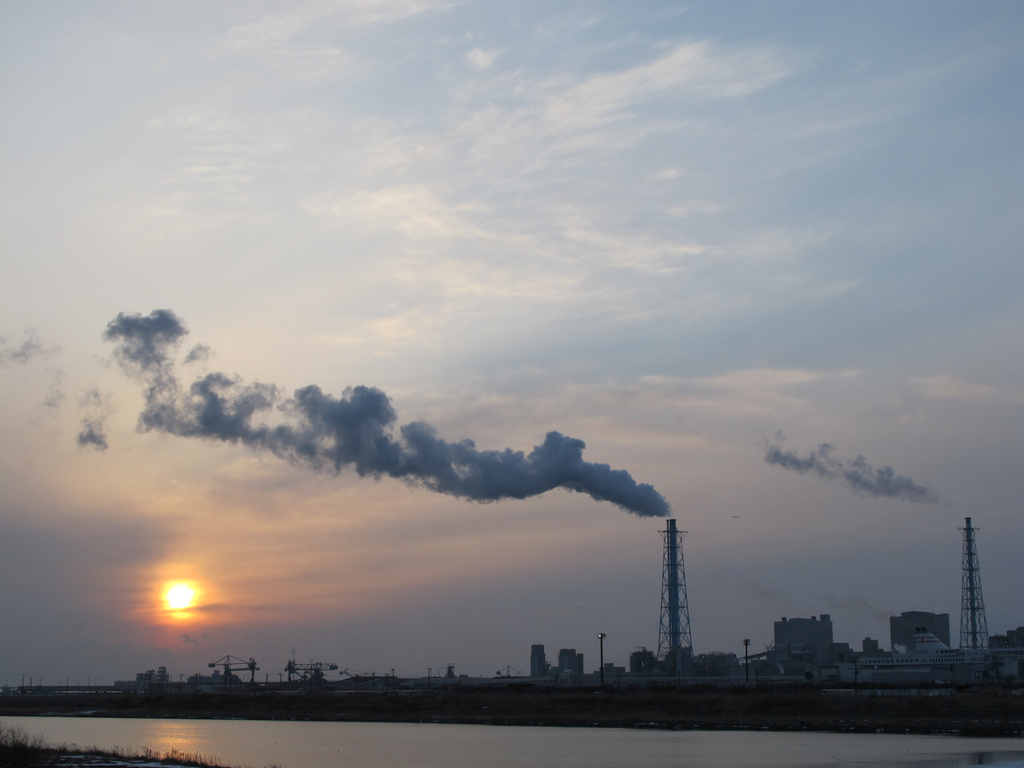
在地震中暂停运行的苫東厚真發電廠。

地震导致北海道地区电力供应大范围中断，北海道全境共295万户居民断电。北海道最大的火力发电站苫東厚真發電廠因震害设备受损、无法运行，令北海道失去一半电力供应。钏路市音别町音别火力发电站2号机组也于11日因发生故障而停止运转，电力供给难以维持城市满负荷运作。北海道电力震后一度宣布中断全道居民用电，这是北海道自1951年以来首次出现全道停电。北海道电力公司札幌分公司负责人川端升表示，整个北海道电力缺口达到33万千瓦。
泊核能发电厂丧失全部外部电源，其后紧急启用应急供电系统维持基本电力供应，并继续冷却三个乏燃料池。据报该核电站周围的辐射水平未发现异常。日本政府表示，目前日本北海道地方及东北地方的核电站都并无异常。
同时，停电还致使北海道全境地面电视、有线电视、社区广播停止播送。
通信行业方面， 东日本电信电话在北海道的2处数据中心切换至柴油发电等自主备用电源维持运转，但多家呼叫中心运营商的电话接听等业务已经受到影响。NTT DOCOMO表示，由于停电和光纤等传输路线的故障，道内65市町村手机通话难以接通。KDDI和软银则分别在道内61个、22个市町村出现通话困难的情况。东日本电信电话的3万4千条通信线路受到停电影响，道内9个町的部分固定电话无法接通。
北海道部分地区自来水变为浑浊，无法正常饮用。札幌市等35个市町停水，涉及约3万户。北海道许多加油站排起长队，大部分加油站限制每辆车加油10升，旭川市的一座加油站的汽油储备在恢复运营的5小时之内即已告罄。
据北海道警察统计，在全道的持续停电中，共有2人因停电后使用发电机发电导致的一氧化碳中毒死亡。死者为上富良野町的一位70岁左右的店铺经营者，以及标津町一名40岁左右的男性公司职员。

### 农林水产

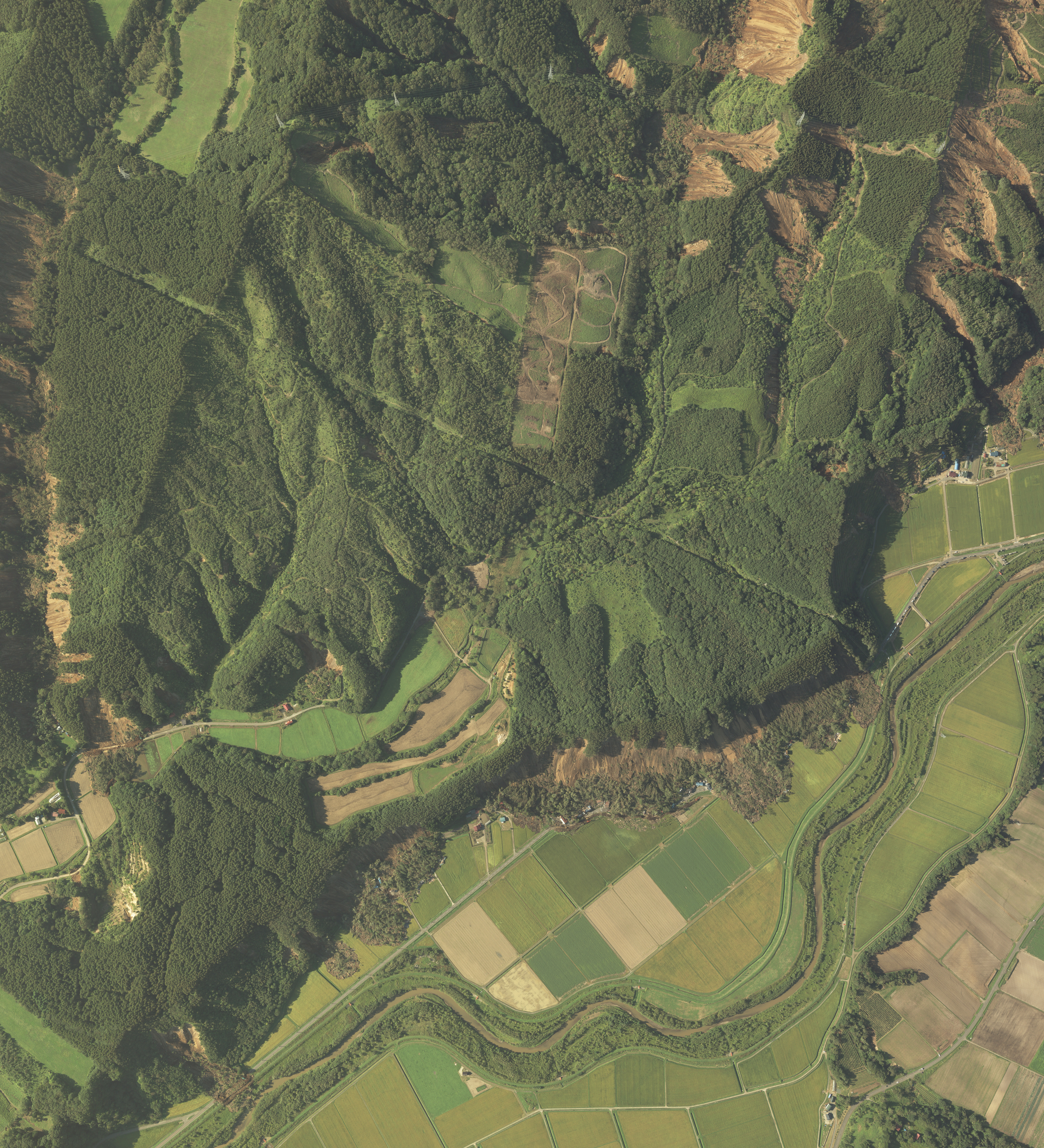
日本国土地理院拍摄的厚真町吉野地区航空影像。厚真町地区的大规模山体滑坡造成当地农林业损失惨重。

北海道的农业、林业、水产业受停电影响严重，经济损失较大。乳畜业方面，包括明治乳业和森永乳业在内的全道22家乳业工厂电力供应中断，无法处理生乳，大量冷藏奶制品出现腐败迹象，因而需要销毁，估计经济损失金额巨大。道东麻利农业协会也因乳业制造商停止运转而无法运出牛奶，至少12吨生乳遭到废弃。缺乏自主发电设备的酪农无法开动挤奶机挤奶。胆振和日高地区的部分赛马养殖场受断电影响无法取用地下水，饮用水供应紧张，马匹饮水困难。
种植业方面，北海道农业损失总计约为322亿日元。道内冷藏库因断电而停止运行，库中冷藏的蘑菇全部废弃。中札内村农业协会指，该协会因停电而停止接收农户生产的毛豆，农协冷冻室内尚有约4500吨毛豆无法冷藏。大米生产商梦美利可（Yumepirika）表示，如果北海道的供电和物流持续中断，有可能对本州岛以南的大米供应产生影响。据北海道当地农业协会统计，由于地震导致的停电，收货设施的制冰机、预冷机停止工作，不得不手工出货西蓝花。另外，由于大规模山体滑坡的影响，震区计有101处农田被毁，损失达约36亿日元。给排水管线等农用设施受损合计造成约57亿日元损失。
林业方面，受厚真、鹉川、安平及其附近地区地质灾害的影响，共有119处林地受损荒废，山地治理设施则有12处被毁，林道亦有119处损坏。据统计，北海道林业总损失额达到约338亿日元。
水产业方面，鹉川町、日高町附近3座渔港的防波堤和岸堤受损，经济损失近9.2亿日元。鹿部町近海中用于饲养扇贝长300米的约6000条绳索因地震影响相互缠绕，当地2019年的部分出货将难以确保。根室港内的部分拖网渔船因无法加油而取消出海计划，渔获量可能因而受到影响。水产市场和冷库内的冻鱼由于停电无法持续冷冻，水产加工与出货被迫停止。
与此同时，北海道南部的4个水库受到地震影响出现异常情况，其中包括2个国营水库。厚真水库周围的山体垮塌，水库部分设施被掩埋，通往水库的道路被滑坡掩埋，水库近半库容被砂石覆盖，防卫省已派41名自卫队员和军用直升机协助控制灾情。瑞穗水库库区亦有泥石流流入。

### 工业生产
新日铁住金室兰制铁所的特种钢车间内由于钢铁热辐射引起周围装置起火，所幸暂无人员伤亡。丰田汽车北海道旗下生产变速器等汽车零部件的工厂陷入停产，丰田方面需要确认建筑物和设备受到的损害。SUMCO千岁晶圆厂因强震停工，20万片晶圆产能停摆。受断电影响，北海道境内的部分炼油厂及转运油库临时停产。出光兴产北海道炼油厂和新日本石油室兰精制原油炼油厂生产线在地震发生时被紧急停运，其后该厂通过发电机恢复生产。而卡乐比、札幌啤酒、玛鲁哈日鲁在北海道地区的工厂则宣布停产。

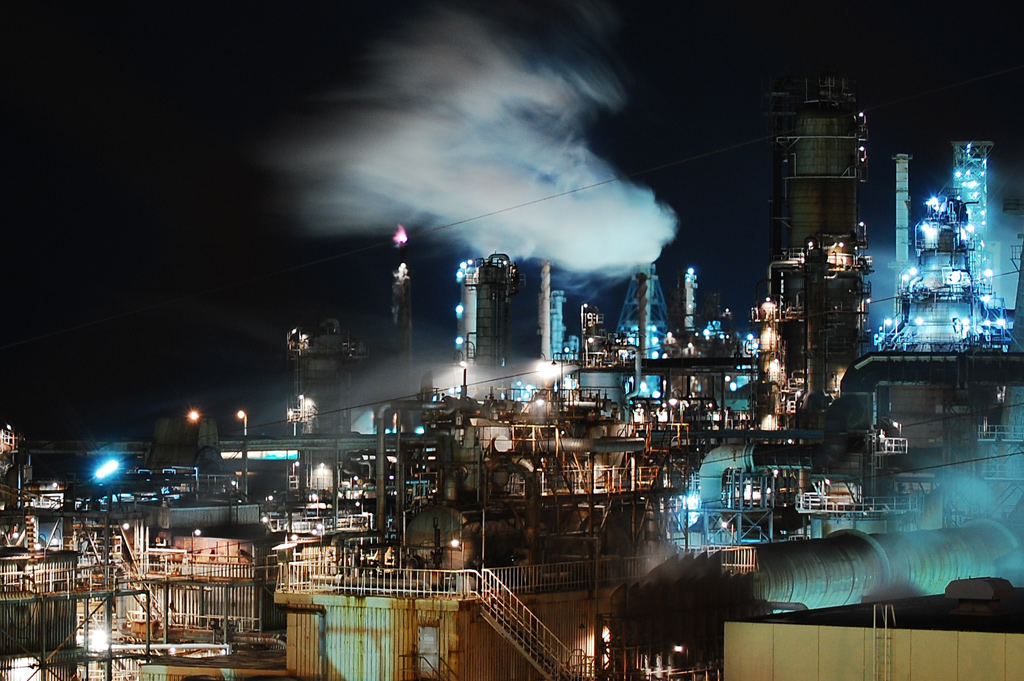
图为新日本石油室兰精制原油炼油厂夜景。该厂受震后停电影响，被迫使用发电机发电维持正常生产。

物资供给方面，大型便利店企业生产盒饭与饭团的熟食工厂因停电导致停工。Seicomart、 罗森、FamilyMart等企业在北海道的部分便利店临时停业。便利店商品出现供应短缺，北海道内各百货公司、超市出现食品采购潮，超市门口排起长龙。各家大型便利店企业考虑通过空运和海路从本州岛供应面包、加工食品和饮料等。

### 第三产业
商业金融方面，札幌证券交易所因停电而暂停部分时段交易。北海道内12家金融机构的167个网点停止营业，各银行的851台自动柜员机被迫关闭。北洋银行在北海道的170个网点中，只有包括札幌总行在内的主要地区的约50个网点保持运行。北海道银行140个网点中也只有27个对外营业。部分信用金库通过发电机自行供电，维持部分业务运行。受北海道南部发生地震等因素影响，发震当日东京股市日经225种股票平均价格指数比前一个交易日下跌0.41%。日本任天堂宣布延期举行原定于7日举办的任天堂直面会。
旅游观光方面，受地震影响，北海道全道旅游业损失达292亿日元。道内共取消客房预订94.2万人，北海道酒店业合计损失117.25亿日元。此外，观光和体验设施有6.9万人取消预订，受损金额约2.5亿日元。渡轮与游览船则有2.2万人取消订单，相关业者损失约4000万日元。观光巴士方面亦有4000辆取消行程，全行业共损失约3.74亿日元。北海道全境住宿和观光设施受损118处，其中锅炉和管道等设备破损21处。
体育赛事方面，日本足球协会决定取消原定于9月7日在北海道札幌巨蛋举行的日本国家奥林匹克足球队与智利国家奥林匹克足球队的足球友谊赛。日本全国俱乐部足球锦标赛、全國高等學校足球錦標賽、高圆宫杯18岁以下足球王子联赛、北海道足球联赛的部分赛事受到影响。原定于北海道举行的部分公路自行车、橄榄球、高尔夫、场地自行车凱林赛、赛马、冰球比赛被迫取消或延期。日本职业棒球的两场比赛因受地震影响而遭到取消。北海道高中棒球联盟亦延期了多场比赛。

### 其他影响
地震后，日本自由民主党总裁候选人安倍晋三和石破茂表示将中止包括出征仪式在内的部分选举活动。党总裁选举管理委员会决定将原定于9月7日的候选人政见发表演讲会和共同记者会推迟至10日。
此外，由于停电导致护照办理终端无法使用，北海道厅宣布暂停全道的护照申领业务。
札幌市因此次地震放弃了2014年提出的申办2026年冬季奥林匹克运动会的计划，改为申办2030年冬奥会。

## 观测研究

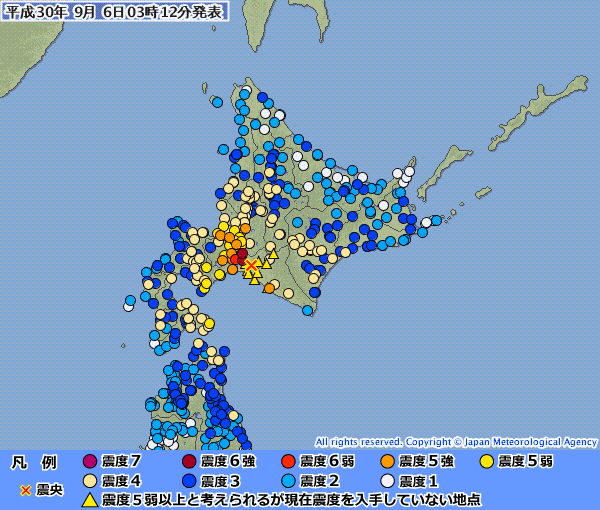
日本气象厅发表的2018年北海道地震烈度分布图。

2018年北海道地震余震发震统计图。

日本气象厅于震后发表的震源震度关联消息推定震级为日本气象厅地震规模6.7级，震源深度40千米。日本气象厅最初发表的消息指，在北海道胆振综合振兴局安平町观测到最大烈度为日本气象厅震度等级6强，在千岁市新千岁机场观测到震度6弱，在札幌市、苫小牧市、江别市、三笠市、千岁市、惠庭市、长沼町、新日高町观测到震度5强，在函馆市、室兰市、岩见泽市、登别市、伊达市、北广岛市、石狩市、新篠津村、南幌町、由仁町、栗山町、白老町观测到震度5弱，并在北海道石狩振兴局、渡岛综合振兴局、桧山振兴局、空知综合振兴局、后志综合振兴局、上川综合振兴局、留萌振兴局、日高振兴局、十胜综合振兴局、钏路综合振兴局以及青森县的广大地区观测到了震度4的摇晃。气象厅其后测定本次地震的震级为日本气象厅地震规模6.7级，矩震级6.6级，震源深度37千米。日本气象厅当日下午15时发布消息指，由于有至少19处观测点震后电力中断，因而烈度观测数据并未得到及时传输。气象厅同时宣布，该厅在厚真町鹿沼的测站观测到日本气象厅震度等级7，这是日本自有观测记录以来第6次观测到震度7的强烈震动，亦是北海道地区首次观测到震度7。气象厅同时将此次地震命名为“平成30年北海道胆振东部地震”，这是自2016年熊本地震后首次获气象厅命名的地震事件。
日本防灾科学技术研究所的监测台网中共有448个强震计记录到了这场地震的波幅，该所该所设在北海道胆振综合振兴局安平町的K-NET追分（HKD127）观测点观测到1796伽的三方向合成峰值加速度，设于同一位置的地下观测点KiK-net追分（IBUH01）亦观测点1504.8伽的三方向合成峰值加速度。日本地震调查研究推进本部表示，本次地震是在北东北-西南西压力轴上的逆冲型地震，并初步估计发震断层可能为石狩低地东缘断层带。地震本部呼吁公众应提防震后两到三天内可能发生的大规模地震。地震本部发布消息称，由于本次地震震源深度较深，因此可以判定本次地震并非发生于“石狩低地东缘断层带”，后者仅延伸至地下约20千米。
东京大学教授、日本政府地震调查委员会委员长平田直表示，由于不能排除断层带因此次地震变得更易活动的可能性，“虽然不能说一定会发生地震，但附近地区还应多加注意”。强震动地震学专家、京都大学名誉教授入仓孝次郎指出，震源距地表较远，在大范围内观测到强烈摇晃，“这是深处发生的大地震的特征”。地壳变动学专家、名古屋大学教授鹭谷威认为，震源深度可能受地下结构复杂性的影响，内陆活断层发生的地震震源深度通常小于20公里，但此次震源附近地壳较厚，属于“在比通常深度更深处也会出现断层错位引发地震的特殊地点”。
与此同时，气象厅还在石狩地方东部监测到长周期地震动等级4，在石狩地方北部、石狩地方中部、后志地方北部、后志地方东部、空知地方南部、上川地方南部、胆振地方中东部、十胜地方中部监测到长周期地震动等级2，并在北海道和东北地方的广泛地区监测到长周期地震动等级1。
美国太平洋海啸预警中心和美国国家海啸预警中心测定本次地震的规模为P波矩震级6.7级，震源深度为15.4千米。美国地质调查局其后称本次地震震级为矩震级6.6级，最大烈度则为麥加利地震烈度9(IX)度。美国地质调查局就本次地震进行的互联网地震强度调查接到了最大烈度达麦加利地震烈度8（VIII）度的震感感知报告。
中国地震台网中心在自动速报中测定本次地震的规模为面波震级7.2级。随后，该中心又在正式速报中将观测数值下调为面波震级6.9级，震源深度40千米。中国地震台网估计本次地震震中处于北纬42.65度、东经142.00度的日本北海道地区。
亥姆霍兹德国地球科学研究中心推定指，此次地震规模为矩震级6.6级，震源深度27千米。德国地球科学研究中心GEOFON标准台网测定指，地震震级为面波震级6.6级，震源深度29千米。GEOFON扩展虚拟台网经W-phase解析认定本次地震震级为面波震级6.6级，震源深度30千米。该中心认定本次地震震中位于北纬141.95度、东经42.90度的日本北海道区域。
另据欧洲地中海地震中心测定，本次地震规模为矩震级6.6级，震源深度30千米，震中附近最大烈度为欧洲宏观地震度量5（V）度。俄罗斯科学院地球物理研究所的58个地震台站记录到了这场地震，据俄科学院推算称，本次地震的规模达体波震级6.5级、面波震级7.0级，震源深度33千米，最大烈度达梅德韦杰夫·施蓬霍伊尔·卡尔尼克地震烈度表8（VIII）度。

## 震后响应

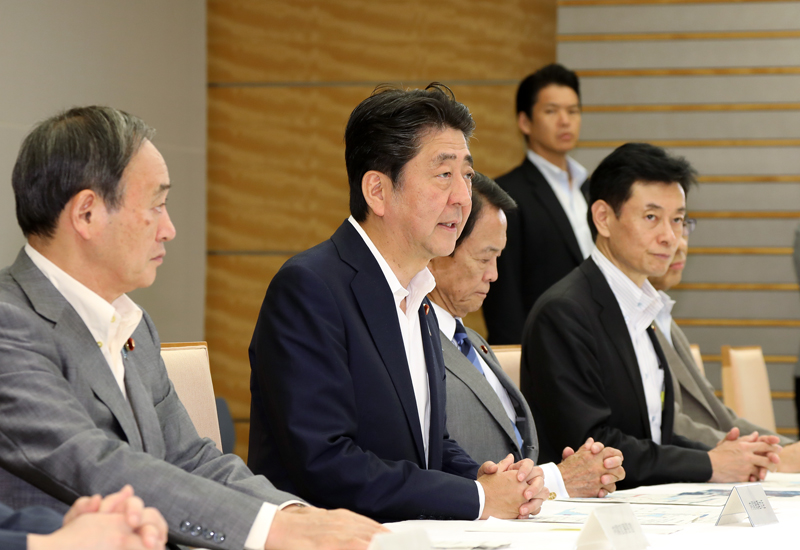
日本首相安倍晋三召开阁僚会议对北海道地震有关事宜进行讨论。

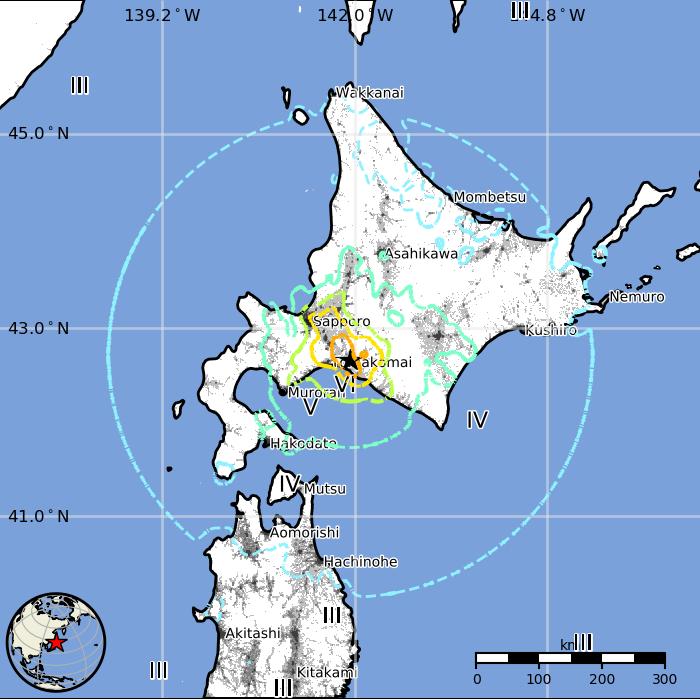
美国地质调查局发布的2018年北海道地震等震线图。该局同时将是次地震的全球地震响应快速评估系统经济损失警报级别提升至橙色，人员伤亡警报则定为黄色。

日本政府震后在總理大臣官邸危机管理中心设立情报联络室，以收集有关此次地震的信息。日本首相安倍晋三表示，政府将遵从“生命第一”的基本方针全力应对问题，在迅速掌握具体受灾情况的基础上全力救助受灾民众。日本内阁府宣布，北海道的179 个市町村适用《灾害救助法》，并在北海道全境适用《受灾者生活重建支援法》，且同时宣布成立“政府现地联络调整室（北海道）”处理地震灾情。截至9月24日，日本政府共向北海道灾区运送饮用水3.05万件、其他饮料5.18万件、食品17.9万件、电池1.8万个、纸板床1400张、移动厕所2000个、生活用品2.95万份。
日本国土交通省在地震发生后设置了灾害对策本部，北海道开发局、东北地方整备局、北陆地方整备局派员向北海道震区集结。国土交通省紧急灾害对策派遣队派出593名队员，前往震区各自治体调查受灾情况。国土交通省各地方支分部局共集中了97台各型车辆支援北海道灾区救灾工作。国土交通省气象厅派出气象厅防灾对应支援队和气象厅机动调查班前往震区开展地震现场工作。海上保安厅及其第一管区海上保安本部设置对策本部协助调查岸线受损情况，并投入巡逻船艇7艘38航次、飞机5架17架次协助救援工作。
警察厅警备局震后成立了灾害对策本部，相邻各县警察派出航空队实施情報收集工作。日本全国各警察灾害派遣队共投入3580名警力进入北海道灾区。警视厅和12县警察向北海道派出区域紧急援助队警备部队，而警视厅和7县警察则同时派遣了区域警察航空队。北海道警察在地震发生后旋即启动震害情况调查工作。总务省消防厅除成立灾害对策本部外，同时调遣了消防厅本厅和胆振东部消防组合消防本部的消防员前往震区救灾。应地方政府请求，消防厅还向北海道道南调集了紧急消防援助队宫城县联合机动部队、岩手县联合机动部队、青森县联合机动部队、秋田县联合机动部队、东京都陆上大队、神奈川县陆上大队、福岛县航空小队等消防力量前往支援。东京消防厅、仙台市消防局、札幌市消防局等地方消防部门亦派员支援灾区。据消防厅的统计，日本全国共出动544支陆上紧急消防援助队的2119名消防员，以及46支航空紧急消防援助队的339名职员参与救援活动。警察和消防部门同时派员前往震中厚真町专责搜救被山体滑坡掩埋的失踪者。总务省同时要求日本广播协会及北海道放送、札幌电视台、北海道文化放送、北海道电视台进行灾害广播，并在YouTube同时传送节目信号。日本广播协会亦宣布免除北海道地区灾民九月和十月的收视费 。
日本防卫省应北海道知事请求，派出陆上自卫队第7师团、第11旅团第11高射特科大队、第14设施群、第2地对舰导弹联队等部队进入震区。海上自卫队派出大隅号运输舰、出岛号扫雷艇、白濑号破冰船等6艘舰只前往北海道海域。此外，防卫省亦派出自卫队飞机46架次飞抵灾区上空收集相关情報。自卫队在北海道一些地区设立给水站，帮助当地居民解决用水问题。截至9月26日自卫队共向灾区供水1161.9吨。内阁府指示自卫队航空部队向北海道灾区投送食品45000份、饮料30000份。日本首相安倍晋三在赈灾工作会议上表示，政府已派遣4000名自卫队员前往北海道参与救援，后续将增派2万名队员奔赴受灾地区。
经济产业省向北海道电力等电力公司下达指示，要求对出现大面积停电情况的原因以及应对措施的合理性进行分析，经济产业省表示将调查北海道全域停电的原因、北海道电力公司的初始应对是否合理、是否曾过度依赖于苫东厚真火力发电站等问题。日本政府和北海道电力表示，将启动京极水力发电站的1号和2号机组，以提供近40万千瓦的电力。日本石油行业协会表示，受停电影响，北海道的石油配送速度慢于平时，但是北海道的石油库存可以支撑一周以上，呼吁民众不要恐慌抢购。
截至9月8日10时，日本各级政府共在北海道地区开设了447处避难所，收容了11900名避难者。文部科学省开辟部分学校校园作为避难所。法务省札幌监狱、月形监狱、北海少年管教院亦提供手机充电等服务，并向避难者发放救灾物资。日本三大综合电信运营商NTT DOCOMO、KDDI和软银震后开通了灾害用留言板。东日本电信电话则宣布道内的5800台公用电话免费使用。
北海道厅在地震后迅即成立了灾害对策本部。札幌市长秋元克广在灾害对策本部会议上表示，“希望优先考虑与人命有关的紧急应对措施”，并表示希望尽快恢复电力与自来水供应。
札幌市役所在市役所机关大楼内设置了可供36人同时充电的充电角，对需要充电的居民免费开放，并在政府大楼内播放日本广播协会的灾害新闻节目。札幌市消防局表示，9月6日札幌全市共出动急救车40辆840车次。札幌市保健所因道内长期停电，担心食品质量低下，于9月7日向札幌地区发布食物中毒警报，这是首次因停电而发布食物中毒警报。札幌市保健所呼吁民众尽量避免食用冰箱内可能变质的食品。地方大型报纸《北海道新闻》当日发行了关于北海道南部地震的号外，并向札幌民众派发。
9月17日，日本札幌市向国际奥委会告知了放弃申办2026年冬季奥林匹克运动会的意向。札幌市副市长町田隆敏表示，在忙于应对北海道地震灾情的情况下，札幌市认为申办活动难以为继，已将目标改为2030年冬奥会。